# 慕迪圣经学院
慕迪圣经学院（Moody Bible Institute，MBI）是福音布道者德怀特·莱曼·穆迪在1886年创办的一所神学院。120年来，校园始终位于美国芝加哥市中心的近北区（Near North Side, Chicago）。慕迪圣经学院包括3个主要部门：教育、广播与出版。

## 历史
1886 年，穆迪成立了芝加哥福音协会（Chicago Evangelization Society），训练基督教工人，包括教师、传教士和音乐家，以完全、有效地从事宣传福音的工作。
4年之后的1870年，在伊利诺斯街建立了一座教堂（今天穆迪教堂 的前身），穆迪被介绍给Emma Dryer。Emma 是伊利诺伊州立师范大学的校长和教师，并且热心于向芝加哥青年人教导圣经和基督教教义。1871年，在一次摧毁了大半个芝加哥的可怕的大火之后，穆迪开始同时服务于那些在经济和身体上受损的人们。穆迪邀请所有青年人到他的教堂，邀请Dryer 向人们讲授圣经课程。这激起了穆迪在教育方面的兴趣，后来促使他创办了这所学校。
1883年，Dryer得到穆迪的允许，组织并领导了“May Institute”。教会成员每周聚会祷告。更重要的是，在教会成员中开放互助讨论。许多教会成员开始请求穆迪开设一所新的学校，训练教会的年轻人。